# Gyermekgondozást segítő ellátás
A gyermekgondozást segítő ellátás (korábban: gyermekgondozási segély; röviden: gyes) Magyarországon a családtámogatási rendszer keretein belül alanyi jogon, havi rendszerességgel járó támogatás, amelynek részletszabályait a családok támogatásáról szóló 1998. évi LXXXIV. törvény (Cst.) határozza meg.
A gyest 1967-ben vezették be, a munkaerő-felesleg problémájának kezelése és az alacsony demográfiai mutatók miatt.

## Jogosultság
Gyesre jogosult a szülő, a nevelőszülő vagy a gyám saját háztartásában nevelt 
- gyermeke 3. életévének betöltéséig,
- ikergyermekek esetében a gyermekek tankötelessé válása évének végéig (amennyiben ikergyermekek esetén a tankötelessé válás éve nem egyezik meg, úgy a legkésőbb tankötelessé váló gyermeket kell figyelembe venni),
- tartósan beteg vagy a súlyosan fogyatékos gyermekek esetén a 10. életév betöltéséig.

Gyesre a szülő jogán a nagyszülő is jogosult lehet, feltéve, hogy 
- a gyermek az első életévét már betöltötte és a gondozása, nevelése a szülő háztartásában történik,
- a szülők írásban nyilatkoznak, hogy a gyermekgondozást segítő ellátásról lemondanak, és egyetértenek azzal, hogy a továbbiakban a nagyszülő igényelje azt,
- a nagyszülő és a szülők esetében is fennállnak a jogosultsági feltételek.

Nem jár gyes annak a személynek, aki
- a félévesnél fiatalabb gyermeket napközbeni ellátást biztosító intézményben helyezi el,
- a gyermek féléves kora előtt keresőtevékenységet folytat,
- olyan gyermek után igényli a gyermekgondozást segítő ellátást, akit a gyermekek védelméről és gyámügyi igazgatásról szóló törvény alapján ideiglenes hatállyal elhelyeztek, átmeneti vagy tartós nevelésbe vettek, továbbá 30 napot meghaladóan szociális intézményben helyeztek el,
- előzetes letartóztatásban van, vagy szabadságvesztés büntetését tölti,
- amennyiben a gyermekgondozási támogatásban részesülő személy az általa nevelt gyermek halála miatt elveszti támogatásra való jogosultságát,
- a szociális igazgatásról és szociális ellátásokról szóló 1993. évi III. törvény 4. §(1) bekezdés i) pontja szerint rendszeres pénzellátásban részesül.

## Kereső tevékenység gyes mellett
A gyermekgondozást segítő ellátásban részesülő személy kereső tevékenységet a gyermek féléves koráig nem folytathat. 
A kiskorú szülő gyermekének gyámja a gyermekgondozást segítő ellátás mellett időkorlátozás nélkül folytathat keresőtevékenységet, azt követően akár teljes munkaidőben is vállalhat munkát
A gyermekgondozást segítő ellátásban részesülő nagyszülő kereső tevékenységet a gyermek három éves kora után heti 30 órát meg nem haladó időtartamban folytathat, vagy időkorlátozás nélkül, ha a munkavégzés az otthonában történik.
Az az örökbefogadó szülő, akire az általánoshoz képest eltérő szabályok vonatkoznak a gyermekgondozást segítő ellátás mellett heti 30órát meg nem haladó időtartamban folytathat keresőtevékenységet.
A nagyszülő és az örökbefogadó szülő gyermekgondozást segítő ellátásra való jogosultsága tekintetében nem minősül kereső tevékenységnek a nevelőszülői foglalkoztatási jogviszony.

## Igénylése
A gyermekgondozást segítő ellátásra vonatkozó igénylést kizárólag írásban – személyesen, postai úton, ügyfélkapun keresztül – lehet benyújtani 
- az igénylő munkahelyén található családtámogatási kifizetőhelynél (amennyiben ilyen működik), vagy
- az igénylő lakóhelye vagy tartózkodási helye szerint illetékes Magyar Államkincstár Területi Igazgatóságán.

Az igényléskor a formanyomtatványhoz csatolni kell vagy be kell mutatni:
- az igénylő személyi igazolványát és lakcímkártyáját
- a gyermek(ek) eredeti születési anyakönyvi kivonatát
- az igénylő és gyermek(ek) taj-számát igazoló hatósági igazolványt
- az igénylő számlavezető bankja által kiállított igazolást a számla fennállásáról (ha bankszámlára kéri az igénylő a folyósítást)[5]
- amennyiben a tartósan beteg, súlyosan fogyatékos gyermekre tekintettel kérik a gyermekgondozást segítő ellátás megállapítását, akkor a betegség jellegét igazoló orvosi igazolást
- az állami gondoskodás alatt álló gyermeket nevelőszülőként nevelő igénylőnek, a gyámhatóság határozatát a gyermek elhelyezéséről
- az igénylő szülővel együtt élő házastársnak a házassági anyakönyvi kivonatát
- az igénylő gyámnak a gyámhatóság gyámrendelő határozatát
- a gyermekgondozást segítő ellátás méltányosságból történő megállapításának vagy meghosszabbításának kérelme esetén a vonatkozó jogszabálynak megfelelően külön csatolandó iratokat
- magán-nyugdíjpénztári tagság esetén a záradékolt belépési nyilatkozat.

## Összege
A gyermekgondozást segítő ellátás összege nem függ a gyermekek számától, havi összege azonos az öregségi nyugdíj mindenkori legkisebb összegével. Amennyiben a szülő ikergyermekeket nevel, akkor gyes összege – ugyancsak a gyermekek számától függetlenül – az öregségi nyugdíj mindenkori legkisebb összegének kétszerese. 2020-ban összege bruttó 28 500 forint, melyből 10% nyugdíjjárulék-levonás történik, így 25 650 forint kerül folyósításra.

## Folyósítás
Az igénylés elbírálását követően a támogatás összegét az igény benyújtásának időpontjától a jogosult személy bankszámlájára utalják vagy postai utalványon folyósítják, illetve a munkabér kifizetésével megegyező módon fizetik ki. Az ellátás az igény benyújtásának időpontjától jár, késedelmes igénylés esetén az ellátást visszamenőleg legfeljebb két hónapra lehet megállapítani. Az ellátást utólag, a tárgyhónapra járó munkabér végelszámolásával, más esetekben a tárgyhónapot követő hónap 15. napjáig kell folyósítani. Az ellátás igénybevételével kapcsolatos valamennyi eljárás illeték- és költségmentes.

## Bővebben
- Magyarország.hu – Egészség, Szociális ellátás oldalon → Gyermekekkel kapcsolatos támogatások → gyermekgondozási segély
- Szociális és Munkaügyi Minisztérium – gyermekgondozási segély
- Szent Margit Kórház Szülészeti és Nőgyógyászati Osztályának honlapja – Gyermekvállaláshoz kapcsolódó szociális ellátások
- Vital Magazin Online – gyermekgondozási segély
- Velvet – Poronty – Gyermekszületéssel kapcsolatos anyagi juttatások
- Kismamablog.hu - tgyás, gyed, gyes összege közérthetően